# Kimberly (Alabama)
Kimberly es un pueblo ubicado en el condado de Jefferson en el estado estadounidense de Alabama. En el censo de 2000, su población era de 1801.

## Demografía
En el 2000 la renta per cápita promedia del hogar era de $ 46.343$, y el ingreso promedio para una familia era de 52.109$. El ingreso per cápita para la localidad era de 17.055$. Los hombres tenían un ingreso per cápita de 36.977$ contra 29.150$ para las mujeres.

## Geografía
Kimberly está situado en 33°46′16″N 86°47′43″O / 33.77111, -86.79528 (33.771163, -86.795280)
Según la Oficina del Censo de los EE. UU., la ciudad tiene un área total de 4.02 millas cuadradas (10.42 km²).